# ميثاق الأمم المتحدة (فصل رابع عشر)
ميثاق الأمم المتحدة الفصل الرابع عشر: في محكمة العدل الدولية

## المادة 92
محكمة العدل الدولية هي الأداة القضائية الرئيسية «للأمم المتحدة»، وتقوم بعملها وفق نظامها الأساسي الملحق بهذا الميثاق وهو مبني على النظام الأساسي للمحكمة الدائمة للعدل الدولي وجزء لا يتجزأ من الميثاق.

## المادة 93
1. يعتبر جميع أعضاء «الأمم المتحدة» بحكم عضويتهم أطرافاً في النظام الأساسي لمحكمة العدل الدولية.
2. يجوز لدولة ليست من «الأمم المتحدة» أن تنضم إلى النظام الأساسي لمحكمة العدل الدولية بشروط تحددها الجمعية العامة لكل حالة بناء على توصية مجلس الأمن.

## المادة 94
1. يتعهد كل عضو من أعضاء «الأمم المتحدة» أن ينزل على حكم محكمة العدل الدولية في أية قضية يكون طرفاً فيها.
2. إذا امتنع أحد المتقاضين في قضية ما عن القيام بما يفرضه عليه حكم تصدره المحكمة، فللطرف الآخر أن يلجأ إلى مجلس الأمن، ولهذا المجلس، إذا رأى ضرورة لذلك أن يقدم توصياته أو يصدر قراراً بالتدابير التي يجب اتخاذها لتنفيذ هذا الحكم.

## المادة 95
ليس في هذا الميثاق ما يمنع أعضاء «الأمم المتحدة» من أن يعهدوا بحل ما ينشأ بينهم من خلاف إلى محاكم أخرى بمقتضى اتفاقات قائمة من قبل أو يمكن أن تعقد بينهم في المستقبل.

## المادة 96
(أ) لأي من الجمعية العامة أو مجلس الأمن أن يطلب إلى محكمة العدل الدولية إفتاءه في أية مسألة قانونية.
(ب) ولسائر فروع الهيئة والوكالات المتخصصة المرتبطة بها، ممن يجوز أن تأذن لها الجمعية العامة بذلك في أي وقت، أن تطلب أيضاً من المحكمة إفتاءها فيما يعرض لها من المسائل القانونية الداخلة في نطاق أعمالها.

## انظر ايضاً
| ميثاق الأمم المتحدة                                                              |
| -------------------------------------------------------------------------------- |
|                                                                                  |
| الفصل الأول في مقاصد الهيئة ومبادئها                                             |
| الفصل الثاني فـي العضوية                                                         |
| الفصل الثالث فـي فروع الهيئـة                                                    |
| الفصل الرابع في الجمعيـة العـامة                                                 |
| الفصل الخامس في مجلـس الأمـن                                                     |
| الفصل السادس في حل المنازعات حلاً سلمياً                                           |
| الفصل السابع فيما يتخذ من الأعمال في حالات تهديد السلم والإخلال به ووقوع العدوان |
| الفصل الثامن في التنظيمات الإقليمية                                              |
| الفصل التاسع في التعاون الدولي الاقتصادي والاجتماعي                              |
| الفصل العاشر المجلس الاقتصادي والاجتماعي                                         |
| الفصل الحادي عشر تصريح يتعلق بالأقاليم غير المتمتعة بالحكم الذاتي                |
| الفصل الثاني عشر في نظام الوصاية الدولي                                          |
| الفصل الثالث عشر في مجلس الوصاية                                                 |
| الفصل الرابع عشر في محكمة العدل الدولية                                          |
| الفصل الخامس عشر في الأمـانة                                                     |
| الفصل السادس عشر أحكـام متنوعـة                                                  |
| الفصل السابع عشر في تدابير حفظ الأمن في فترة الانتقال                            |
| الفصل الثامن عشر في تعديل الميثاق                                                |
| الفصل التاسع عشر في التصديق والتوقيع                                             |